# Efferia macrolabis
Efferia macrolabis är en tvåvingeart som först beskrevs av Christian Rudolph Wilhelm Wiedemann 1828.  Efferia macrolabis ingår i släktet Efferia och familjen rovflugor.
Artens utbredningsområde är Kentucky. Inga underarter finns listade i Catalogue of Life.